# Copa Martini&Rossi

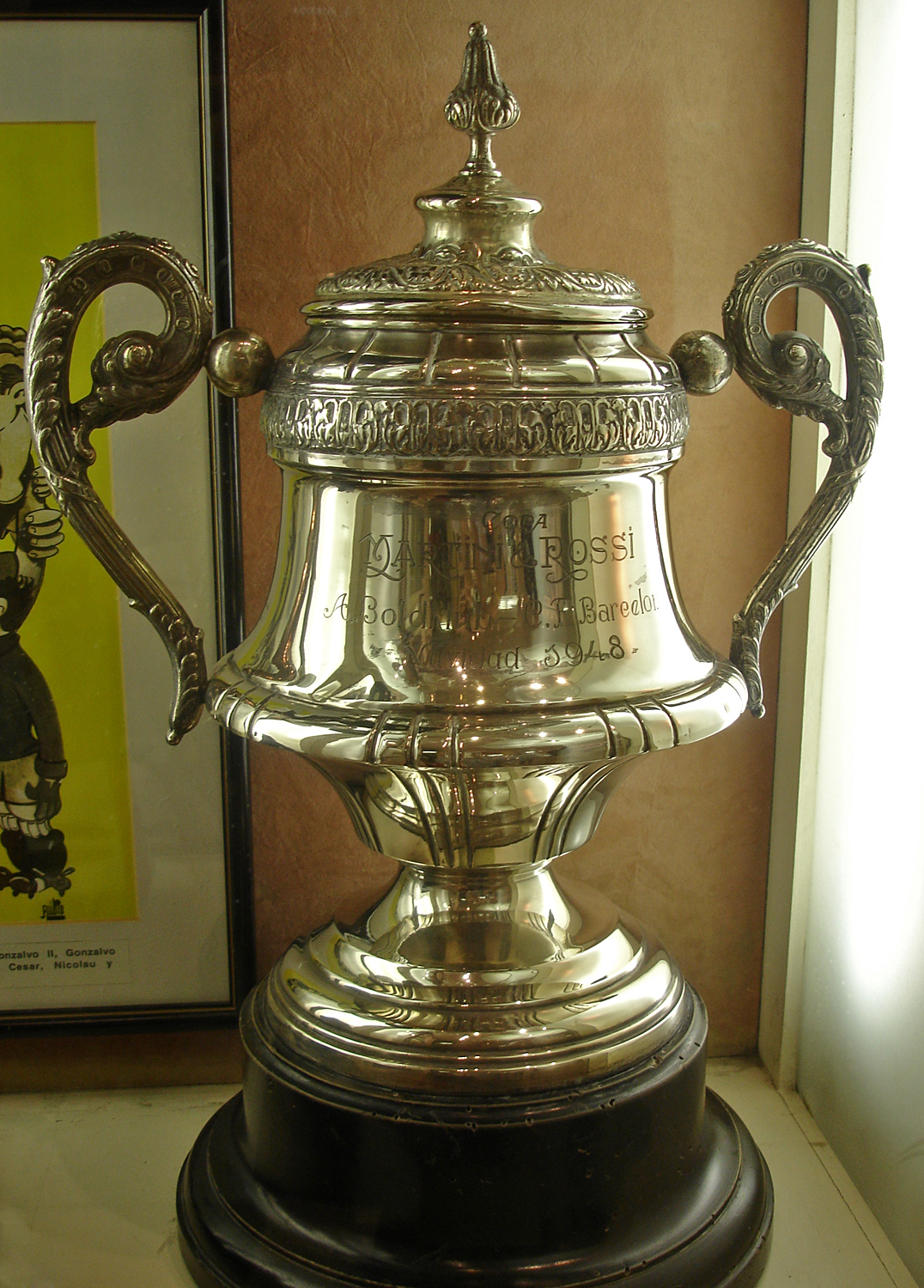
Copa Martini&Rossi ganada por el FC Barcelona en 1948.

Con el nombre de "Copa Martini&Rossi" fue una competición de equipos europeos durante los años 1940 y 1950, y cuyo vencedor recibía una copa de plata que llevaba el nombre de su patrocinador, la empresa italiana de bebidas Martini Rossi.
Fue una de las tantas competiciones europeas que surgieron a finales de los 40 y principios de los 50 (Copa Latina o la Copa de Ferias) hasta que ya a mediados de los 50 se implantaron las ya 3 competiciones internacionales por excelencia (Copa de la UEFA, Copa de Europa y Recopa de Europa)
Este título no debe confundirse con el Trofeo Martini&Rossi, premio que esta firma comercial entregaba, también en los años 40 y 50, al equipo de la Primera División española que lograba una mayor diferencia de goles, y que el FC Barcelona ganó en seis ocasiones.

## Ediciones
| Fecha                                           | Ganador      | Rival              | Resultado   |
| ----------------------------------------------- | ------------ | ------------------ | ----------- |
| 25 de diciembre de 1948 26 de diciembre de 1948 | FC Barcelona | Akademisk Boldklub | 1 - 1 2 - 1 |
| 12 de junio de 1949                             | FC Barcelona | FC Oporto          | 3 - 1       |
| 4 de junio de 1950                              | FC Barcelona | Torino FC          | 2 - 1       |
| 15 de junio de 1952                             | FC Barcelona | OGC Niza           | 8 - 2       |
| 25 de diciembre de 1952                         | FC Barcelona | Kickers Offenbach  | 5 - 2       |
| 25 de diciembre de 1953                         | FC Barcelona | FK Austria Viena   | 3 - 2       |